# 艦船擬人化
艦船擬人化（かんせんぎじんか）は、フィクションにおいて軍用の艦船に人間ないしそれとよく似た性質・特徴を与えて描写する擬人化表現の一ジャンルである。
2000年代以降は萌え擬人化の一ジャンルとして兵器擬人化を取り入れた作品が広く見られるようになったが、その中でも艦船擬人化は日本・中国・台湾で発表された漫画やコンピュータゲームの諸作品が相互に影響し合う形で大きなカテゴリを形成するようになっている。

## ジャンル化以前
高雄型重巡洋艦の2番艦・愛宕の艦内で発行されていた艦内新聞の『愛宕新聞』では1934年（昭和9年）発行のものに1番艦の高雄を「タカ夫君」、愛宕を「アタ子さん」と言う名前で擬人化したイラストが見られる。
1940年（昭和15年）に小磯良平が描いた日本郵船の新田丸級貨客船3隻（新田丸・八幡丸・春日丸）を三姉妹に見立てて擬人化したポスターもこの3隻が海軍に徴用され大鷹型航空母艦（大鷹・雲鷹・冲鷹）となったことから、艦船擬人化のルーツとして言及されることがある。
なお、艦船を擬人化する際はもっぱら女性として描かれることが多いが、これは欧米圏では船舶を女性名詞で呼ぶためである。

## ジャンルの形成期
前節のように、艦船擬人化自体は第二次世界大戦以前からも見られる。一方で、1990年代以降に形成された萌え擬人化、サブカルチャーとしての艦船擬人化とはその発生、経緯共に異なるものであるとも言える。

### モデルグラフィックス
1984年に創刊した月刊模型雑誌『モデルグラフィックス』（編集：アートボックス、発行：大日本絵画。以下『MG』）では「艦船ちゃんいらっしゃい」という名称で、第二次世界大戦当時に運用された艦船などを可愛いものと見立て考察、解説する誌上企画が行われていたが、1995年中頃から該当する艦船の兵装の一部をまとった少女のイラストが「今月の大鑑巨砲少女」と題して実際に投稿されるようになる。もっとも、第一回である1995年6月号は『MG』に連載を持ち、つながりの深い岡部いさくの告知的なイラストであったため、実際に読者投稿としての艦船擬人化のファンアートが始まったのは次の1995年7月号以降である。この企画はおよそ7年にわたって続き、2002年8月号を最後にそれ以降は「今月の大鑑巨砲少女」ではなく基本的に巻末の総合イラストコーナーに統合されているが、「艦船ちゃんいらっしゃい」自体はその後も続いた。
『MG』はガンダムシリーズに注力してきた雑誌であり、ガンダムの萌え擬人化であるMS少女について「今月のMS少女」とする題名で1987年11月号より数年にわたりシリーズ化するなど、萌え擬人化自体にも積極的であった。MS少女の初出は雑誌Animec第25号(1982年7月)掲載の赤井孝美によるイラストとされている。この「今月のMS少女」を行っていた『MG』が、その関連として始めた企画が「今月の大鑑巨砲少女」であって、元々はMS少女の派生にその由来を求めることができ、現在当然のものとされている艦船が該当する船の兵装の一部をまとう少女といった表現もMS少女のそれを踏襲してきた経緯がある。もっとも「今月のMS少女」は明貴美加による固定連載だったのに対し「今月の大鑑巨砲少女」は、読者からファンアートと言う形でイラストを募集していたという違いはある。

### バトルシップガール
2000年に橋本紡が架空戦記「バトルシップガール」（全六巻）を発表した。少女の人格を持った人工知能が搭載された宇宙艦である人格付与戦艦ナツミの活躍を描いたもの。

### 軍艦越後の生涯
2001年には中里融司による架空戦記「軍艦越後の生涯」が発表された。艦艇に少女型の「船魂」が宿るという形式を取っており、現在に直接繋がる艦船擬人化作品としては最初期のものである。

### 制服兵器兵站局
2002年になると、艦船擬人化を含む兵器の萌え擬人化をテーマとしたイラストのアップロードサイトである「制服兵器兵站局」が立ち上がる。始まりこそ戦闘機・航空機の萌え擬人化の投稿が中心であったが、数か月後には陸海空の兵器擬人化の総合サイトとなる。サイトが2014年に閉鎖されるまでに、陸海空兵器の萌え擬人化とカテゴリーが制限されている中で3000枚を超えるイラストが投稿された。2014年の閉鎖に伴い、一部を残して保管されていたイラストの大部分が散逸し、現在は後継サイトがその投稿記録を保持しているにとどまる。
制服兵器兵站局の元ユーザーとして、じじ (イラストレーター)、島田フミカネ、くーろくろ、ZECOなどがあげられる。また、2006年に専門商業誌として立ち上げられたMC☆あくしずと、制服兵器兵站局の運営されていた時期の多くが重なっており、これらを横断して活動していたイラストレーターも少なくない。『MC☆あくしず』と並び、後続の商業化作品群への影響が小さくないサイトであったといえる。

### MC☆あくしず
2006年にイカロス出版の『MILITARY CLASSICS』誌から分離独立する形で発刊された『MC☆あくしず』では艦船のみならず戦車や軍用機など近代兵器全般の萌え擬人化を扱っており、同誌から派生したゲーム作品としてブラウザゲーム『ブラウザMC☆あくしず -鋼鉄の戦姫-』（マーベラス、2012年 - 2016年）、並びにスマートフォン用アプリ『あくしず☆戦姫   戦場を駆ける乙女たち』（Donuts、2017年 - 2018年）がある。

### 萌え萌え2次大戦シリーズ
『MC☆あくしず』発刊の翌2007年にはシステムソフト・アルファーが『大戦略』シリーズのスピンオフとして『萌え萌え2次大戦(略)』を発売しており、作中で「鋼の乙女」と呼ばれるユニットの一類型として擬人化された艦船が登場している。

### 蒼き鋼のアルペジオ
2009年にはヤングキングアワーズにて『蒼き鋼のアルペジオ』の連載を開始。同作では艦が人間と接触するために自らの構成素材である「ナノマテリアル」から生み出した人間体である「メンタルモデル」が登場している。2013年にはアニメ化され、2019年にはゲームアプリが製作された。

### Battleship Girl -鋼鉄少女-
2011年には、台湾の漫画家で「制服兵器兵站局」の投稿者でもあった皇宇(ZECO)が中華民国政府中央研究院発行の『文化振興雑誌CCC創作集』で日本統治時代の台湾をテーマにした作品を特集する号に寄稿したイラストレイテッド・ストーリー『陽炎少女 -丹陽-』(2009年)を基に、日本のワニブックスが発行していた漫画雑誌『コミックガム』で『Battleship Girl -鋼鉄少女-』が2011年から2012年の同誌休刊まで連載された。この作品はデザインにおいて上述の作品群の影響を受けつつも艦艇の擬人化を中心に扱っている。同作品は掲載誌の休刊により未完となっているが、2016年にはiOS/Android用ゲームアプリが製作され台湾正体字版と中国大陸向けの簡体字版がそれぞれ配信されている。

## 『艦これ』

### 『艦これ』のヒットによるジャンル確立
2013年、角川ゲームスの開発でDMM.comがサービスを開始したブラウザゲーム『艦隊これくしょん -艦これ-』はそれまでの兵器擬人化を主題にしたゲームと一線を画し、艦船擬人化を一ジャンルとして確立する契機となった作品と評されている。『艦これ』は2015年にアニメ化されたのを始め積極的にメディアミックス展開が行われ、後続の作品にも大きな影響を与えることとなった。

### 『艦これ』フォロワーの発生とその後
日本での『艦これ』大ヒットは国外にも波及したが、ゲーム自体はDMMの方針により国外からのアクセスを遮断しているため中国大陸や台湾などで『艦これ』と共通するコンセプトを取り入れた「『艦これ』フォロワー」とも呼ばれるゲーム作品がブラウザゲームやスマートフォン用アプリとして次々にリリースされた。初期に登場したタイトルには『艦これ』の海賊版同然のものも見られたためDMMでは「対抗措置を検討する」としていたが、こうした海賊版に対しては現地の『艦これ』ファンからも非難が相次ぎ、サイバー攻撃によるサーバダウンを経て撤退に追い込まれている。
それらの中華圏『艦これ』フォロワーの中でも2014年にサービスを開始した『戦艦少女』は、開始当初こそ『艦これ』の影響が強く見られたが『戦艦少女R』へのリニューアル後は独自性を強めており、2016年には日本版もリリースされている他、2018年にはスピンオフとなる『蒼青のミラージュ』がリリースされている。
2017年1月に韓国でリリースされた『少女艦隊』（Gamepub、日本版タイトル『最終戦艦withラブリーガールズ』）は中国大陸および日本、繁体字圏（台湾・香港・マカオ）、東南アジア（シンガポール・マレーシア）でリリースされている。ゲームの特徴としては恋愛シミュレーションゲームの要素を取り入れており、繁体字版（タイトル『請命令! 提督SAMA』）ではZECOをゲストキャラクターデザインに招いている。また、それまでの「美少女に擬装を着けて戦わせる」擬人化とは異なり、平時では人間体だが、戦闘時は実艦となって戦うという点で他の艦船擬人化ゲームとの差別化を見せており（『蒼き鋼のアルペジオ』のメンタルモデルに近い）、その擬人化方式は2019年に配信開始された『ガーディアン・プロジェクト』に引き継がれている。
2017年5月に中国大陸でBilibiliからリリースされた『アズールレーン』は『艦これ』以来の主流だったシミュレーションゲームの要素を残しつつシューティングゲームとして『艦これ』やそのフォロワーとは異なるゲーム性を打ち出している。
2018年に発表された重慶煜顔文化伝播有限公司の3DアクションRPG『アビス・ホライズン』は、中国大陸で先行リリースしてから日本など他の市場で展開するパターンが主流だったそれまでの作品と異なり、日本と中国大陸で同時期のリリースを目指して開発されていた。結果的には中国版は政府審査の滞りにより、最初にリリースされた日本版に2年遅れてサービスを開始した。
2020年に台湾からリリースされた『ブラック・サージナイト』は、それまでの人類と艦船擬人化キャラクターが協力して異形の怪物と戦うというシナリオとは異なり、闇堕ち形態が存在し人類に対し反旗を翻すという点で他の艦船擬人化ゲームとの差別化を見せている。
2021年に日本でリリースされた『パズルガールズ』は、3マッチパズル方式のゲームシステムや宇宙を舞台とした世界観で他の艦船擬人化ゲームとの差別化を見せている。
2023年にアメリカ合衆国のBlack Chicken Studiosがリリースした『Victory Belles』は、それまでの艦船擬人化作品が日本以外の言語版含め全て日本の声優を起用し日本語で喋らせている中、元となった艦船の所属国ごとに別々の言語で喋らせていること、また全てのキャラクターを一人の原画家が描いていることで他の艦船擬人化ゲームとの差別化を見せている。
その他の艦船擬人化ゲームとしては、2019年に中国でリリースされた『蒼藍の誓い ブルーオース』、2022年に日本でリリースされた『ヴェルヴェット・コード』、その『蒼藍の誓い ブルーオース』は、2022年に続編となる放置ゲーム『誓約少女 〜祝砲の元に集いし戦姫たち〜』をリリースしている。また、艦船以外（航空機・戦車など）の擬人化も含んだコンテンツとしては、2021年にリリースされた『カウンター・アームズ -終焉武装少女-』が挙げられる。
なお、中国ではこれらの艦船擬人化ゲームの略称として、「艦○（英語版タイトルの頭文字や中国版タイトルのピンインを基にしたアルファベット1文字が入る）」という通称が付けられることがある。